# Tasmanian Bushland Garden
El Jardín de Arbustos de Tasmania (inglés: Tasmanian Bushland Garden) es un jardín botánico de 20 hectáreas, especializado en plantas endémicas de Tasmania, administrado por la "Hobart District Group of The Australian Plants Society - Tasmania Inc.", en Buckland, Australia.

## Localización e información

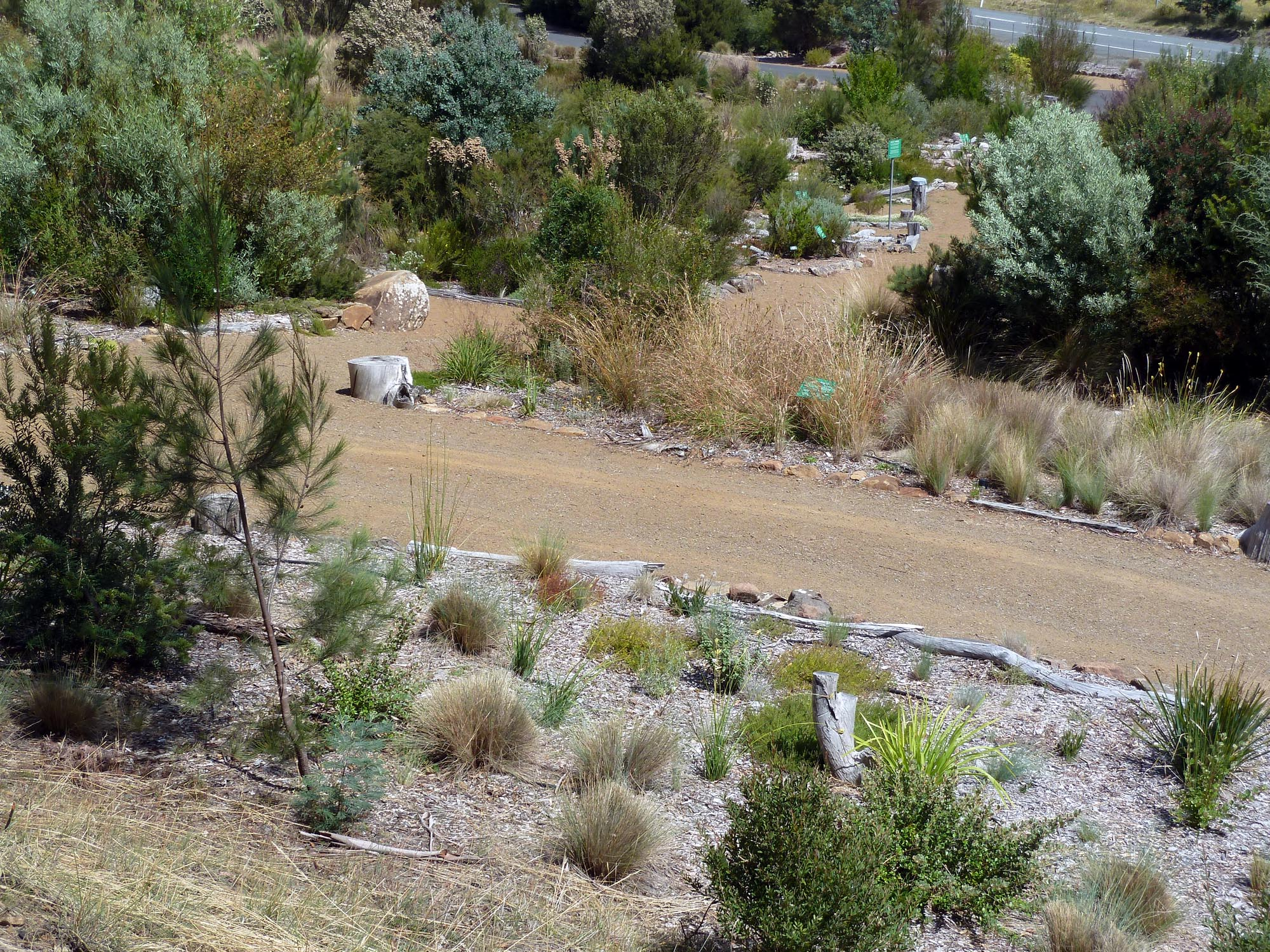
Parte del "Tasmanian bushland garden" - lechos de plantas.

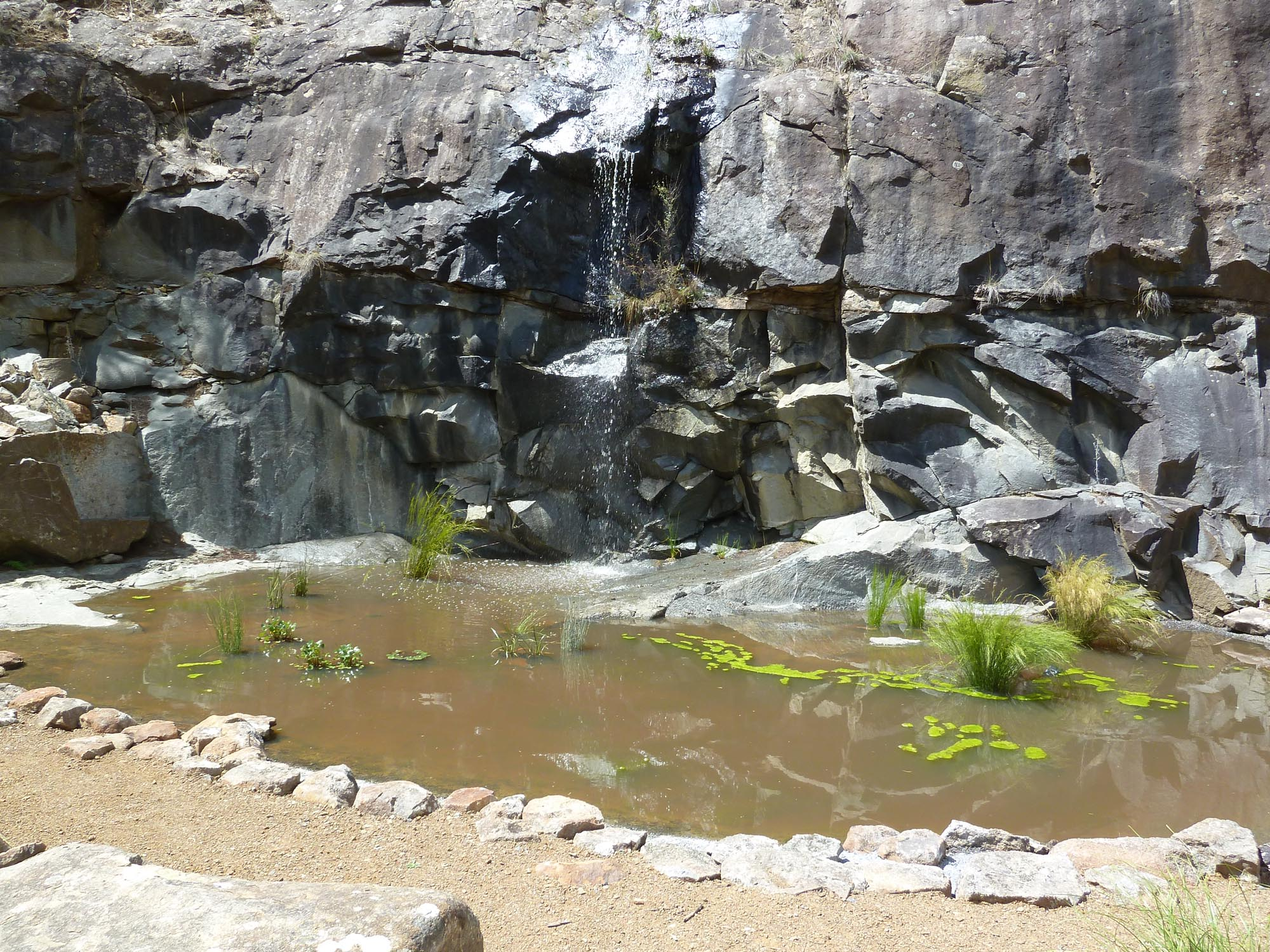
Cascada y charca en el "Tasmanian Bushland Garden"

Se encuentra a unos 50 km al este de Hobart, junto a la "Tasman Highway".
Tasmanian Bushland Garden Tasman Highway, Buckland, Tasmania, 7190 Australia.
Planos y vistas satelitales.42°36′28″S 147°43′0.1″E / -42.60778, 147.716694
El jardín botánico está abierto todos los días del año, desde que sale el sol hasta el ocaso.

## Historia
Fue inaugurado en abril de 2010 gracias al empeño de la senadora Christine Milne, y está mantenido por los esfuerzos de los voluntarios, y de la ayuda de la asociación del "Hobart District Group of The Australian Plants Society - Tasmania Inc."

## Colecciones botánicas
El jardín botánico está enfocado en la flora nativa de Tasmania y especialmente en las propias del bosque seco esclerófilo y del hábitat arbustivo del sureste de Tasmania.       